# Gneisenau (Schiff, 1880)
Die Gneisenau war eine Gedeckte Korvette der Bismarck-Klasse, die Ende der 1870er Jahre für die Kaiserliche Marine gebaut wurde. Sie war nach dem preußischen Generalfeldmarschall August Neidhardt von Gneisenau benannt. Sie war das fünfte Schiff der Klasse, zu der fünf weitere Schiffe gehörten.
Die Korvetten der Bismarck-Klasse wurden Anfang der 1870er Jahre im Rahmen eines großen Marinebauprogramms bestellt. Sie sollten als Flottenaufklärer und auf ausgedehnten Einsatzfahrten in überseeischen Interessensgebieten des deutschen Kaiserreichs Dienst tun. Die Kiellegung der Gneisenau war im Juni 1877, im September 1879 fand der Stapellauf statt und im Oktober 1880 folgte die Indienststellung. Als Hauptbewaffnung verfügte das Schiff über eine Batterie von zehn bis sechzehn 15-cm-Ringkanonen und dazu über ein vollständiges Segelrigg, um die ebenfalls vorhandene Dampfmaschine auf langen Einsatzfahrten in Übersee zu ergänzen.
Die Gneisenau absolvierte im ersten Jahrzehnt ihrer Karriere zwei große Überseeeinsätze. Der erste bestand 1882 darin, deutsche Staatsangehörige in Ägypten während des Urabi-Aufstands zu schützen. Bei ihrer Ankunft hatten allerdings britischen Streitkräfte die Rebellen schon weitgehend besiegt und ermöglichten der Gneisenau eine schnelle Rückkehr nach Hause. Der zweite, längere Einsatz erfolgte zwei Jahre später und dauerte von 1884 bis 1886. Dieser konzentrierte sich hauptsächlich auf deutsche Kolonialbestrebungen in Ostafrika. Das Schiff war 1885 am Erwerb der Kolonie Deutsch-Ostafrika beteiligt und absolvierte anschließend ab 1886 eine Reise in den Pazifik zur Vertretung dortiger deutscher Interessen.
1887 begann Gneisenau ihren Dienst als Schulschiff, den sie mehr als ein Jahrzehnt lang absolvierte. Während dieser Zeit war sie im Allgemeinen mit Trainingsfahrten als Einzel-, Geschwader- und Flottenübungen beschäftigt. Langstreckenfahrten wechselten häufig zwischen Westindien und dem Mittelmeer. Während einer solchen Ausbildungsfahrt wurde das Schiff am 16. Dezember 1900 durch starken Wind in die Mole außerhalb von Málaga gedrückt und zerstört, wobei 41 Offiziere und Besatzungsmitglieder getötet wurden. Da das Wrack nicht instand gesetzt werden konnte, wurde das Schiff kurz nach dem Unfall zur Verschrottung verkauft.

## Geschichte

### Bau und erster Auslandseinsatz
Die neue Korvette, bestellt als Neubau unter dem Vertragsnamen „D“, wurde im Juni 1877 auf der Kaiserlichen Werft in Danzig auf Kiel gelegt. Sie wurde am 4. September 1879 von Admiral Albrecht von Stosch, dem Chef der Kaiserlichen Admiralität, auf den Namen Gneisenau getauft. Die Indienststellung erfolgte am 3. Oktober 1880 und bevor die Arbeiten an dem Schiff tatsächlich abgeschlossen waren, wurde es auf die Kaiserliche Werft Kiel überführt, wo ihre Waffen installiert wurden. Anschließend wurden Seeversuche durchgeführt, die von Ende Dezember bis 12. Februar 1881 dauerten. Ihr Kommandant in dieser Zeit war Kapitän zur See Bartholomäus von Werner. Danach wurde sie außer Dienst gestellt und zunächst der Reserve zugeteilt. Dies folgte dem allgemeinen Plan der Admiralität, die deutschen Interessen und Koloniebestrebungen in Übersee durch kleinere Kanonenboote zu schützen, während größere Kriegsschiffe im Allgemeinen in Reserve gehalten wurden. Nur einige wenige größere Schiffe wurden einem sog. „Fliegenden Geschwader“ zugewiesen, das schnell auf Krisen reagieren konnte.
In den frühen 1880er Jahren führten französische und britische Einflussnahme in Ägypten und insbesondere am Sueskanal zum Urabi-Aufstand unter der Führung von Ahmed Urabi Pascha. Im Juni 1882 ermordeten die Revolutionäre, verärgert über den ausländischen Einfluss in ihrem Land, fünfzig Europäer. Dies veranlasste die britische Royal Navy dazu, Alexandria zu beschießen und dann Landstreitkräfte einzusetzen, um die Rebellen zu verfolgen. Auch die deutsche Reichsregierung beschloss nach einigem Zögern wegen Budgetfragen die Entsendung von Kriegsschiffen. Zunächst wurden die Kanonenboote Habicht und Möwe entsandt, die sich aber als unzureichend für die Aufgabe erwiesen. So wurden am 13. August Gneisenau, die Korvette Nymphe, der Aviso Zieten und das Kanonenboot Cyclop beauftragt, die Kräfte vor Ort zu verstärken. Das Geschwader verließ Kiel am 19. August unter dem Kommando des Kommandanten der Gneisenau Kapitän zur See Max von der Goltz, der damit auch zum Kommandeur des Geschwaders ernannt wurde. Die Schiffe kamen am 21. August in Port Said an. Am 13. September besiegten die Briten Urabis Streitkräfte in der Schlacht von Tel-el-Kebir und beendeten damit den Aufstand. Zu dieser Zeit schloss sich auch noch der Raddampfer Loreley, das Stationsschiff im Mittelmeer aus Konstantinopel, dem deutschen Geschwader an, dass bis Dezember in der Gegend verblieb, um die deutsche Botschaft in Alexandria zu schützen. Anschließend wurde das Geschwader aufgelöst und Gneisenau kehrte am 24. Dezember nach Kiel zurück, wo sie am 9. Januar 1883 außer Dienst gestellt wurde.

### Zweiter Auslandseinsatz

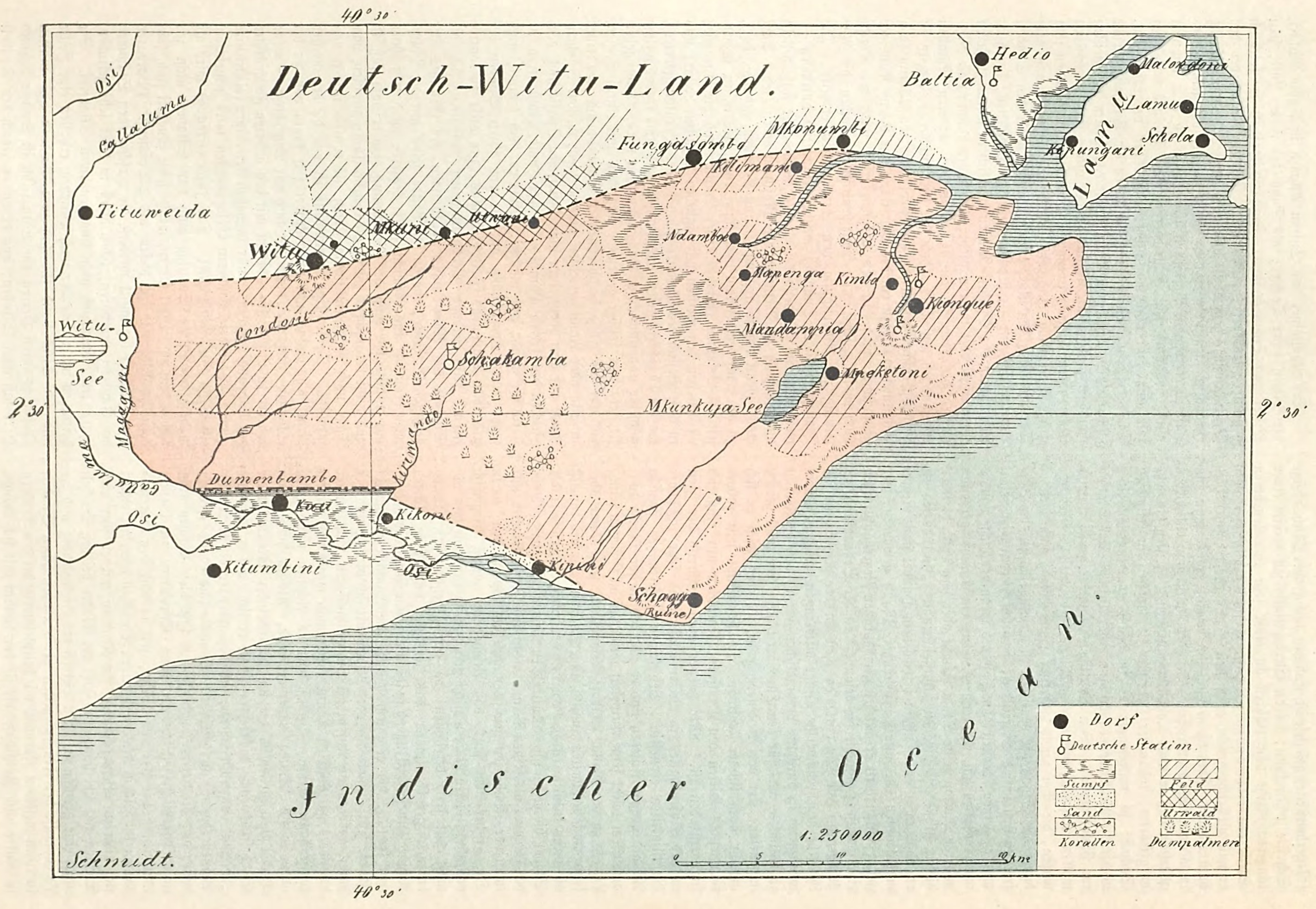
Das von der Witu-Gesellschaft beanspruchte Gebiet (hier „Deutsch-Witu-Land“ genannt) nach einer Karte von Rochus Schmidt aus dem Jahr 1888.

Wie alle sechs Schiffe ihrer Klasse wurde die Gneisenau 1884 zur Kreuzerfregatte umklassifiziert. Am 5. Oktober 1884 wurde das Schiff für eine weitere Auslandsreise wieder in Dienst gestellt, um sich dem neu gebildeten Westafrikanischen Kreuzergeschwader anzuschließen, das von Konteradmiral Eduard Knorr an Bord seines Flaggschiffs Bismarck, dem Schwesterschiff der Gneisenau, kommandiert wurde. Der neue Kommandant des Schiffes war Kapitän zur See Victor Valois. Auf dem Weg von Kiel nach Wilhelmshaven, wo das Geschwaders zusammengestellt wurde, lief Gneisenau im dichten Nebel vor der Insel Lolland auf Grund und musste vom Panzerschiff Hansa befreit werden. Das Schiff blieb aber unbeschädigt. Das Geschwader verließ Wilhelmshaven am 30. Oktober in Richtung Westafrika. Auf den Kapverdischen Inseln entsandte Knorr die Gneisenau nach Kapstadt, wo sie am 8. Januar 1885 ankam. Dort schiffte sich Gerhard Rohlfs ein, der zum Konsul für Sansibar ernannt worden war, und brachte ihn am 28. Januar auf die Insel. Auf dem Weg dahin hatte Valois außerdem Befehl, die Santa Lucia Bay unter Reichsschutz stellen. Die Order zum Zwischenstopp wurde jedoch zurückgenommen, als bekannt wurde, dass die Bucht Teil der britischen Interessensphäre war. Die Gneisenau reiste dann zum Hafen von Lamu, um die Küste Ostafrikas, insbesondere die Gegend um das Sultanat Witu, zu vermessen, um die dortige deutsche „Schutzherrschaft“ zu bekräftigen. Einige Zeit später, am 8. April 1885, hatten die Brüder Denhardt dem Sultan von Witu Ahmad ibn Fumo Bakari ein Gebiet von 25 × 25 Meilen (1600 km²) abgekauft und einen Schutzbrief des Deutschen Reiches beantragt. Die vorherigen Untersuchungen des Gebiets veranlasste die Reichsregierung, Rohlfs anzuweisen, den Antrag anzunehmen und das Gebiet am 27. Mai unter deutsches Protektorat zu stellen.
Die Gneisenau hatte Ostafrika bereits am 1. April in Richtung Melbourne verlassen, wo sie im August die Korvette Augusta treffen sollte, die allerdings im Golf von Aden in einem Sturm sank. Stattdessen fuhr das Schiff weiter nach Port Louis auf Mauritius. Dort schloss sich die Gneisenau dem von Kommodore Karl Paschen kommandierte Kreuzergeschwader an, zu dem außerdem ihr Schwesterschiff Stosch, die Korvetten Prinz Adalbert und Elisabeth und das Versorgungsschiff Ehrenfels gehörten. Paschen hatte den Auftrag, sein Geschwader, nun Ostafrikanisches Kreuzergeschwader genannt, nach Ostafrika zu bringen, um Streitigkeiten mit dem Sultan von Sansibar, Barghasch ibn Said, bezüglich der deutschen Besitzansprüche beizulegen, was durch die starke Flottenpräsenz bis Mitte August gelang.
Am 18. August traf die Bismarck mit Admiral Knorr ein, der Paschen als Geschwaderkommandeur ersetzte. Knorr schickte Gneisenau erneut nach Wituland. Das Schiff traf dort am 28. August ein und Valois schickte ein Kontingent unter dem Ersten Offizier Curt von Prittwitz und Gaffron an Land, das eine Parade zur Feier der Inbesitznahme des Landes abnahm. Nach einem Besuch bei Sultan Bakari durch Valois verließ die Gneisenau Lamu am 6. September und ging nach Kismaayo, bevor sie vier Tage später nach Sansibar weiterreiste. In der Zwischenzeit war Paschen angewiesen worden, ein zweites Kreuzergeschwader zu bilden, das aus Gneisenau, Prinz Adalbert und aus seinem Flaggschiff Stosch bestehen sollte. Das Geschwader sollte auf die Karolinen gehen, die zu dieser Zeit zwischen Deutschland und Spanien umstritten waren. Die Gneisenau reiste zunächst nach Kapstadt, wo sie am 11. Oktober 1885 ankam. Dort erhielt sie den neuen Befehl, erneut nach Ostafrika zurückzukehren. Am 9. November wurde sie dann erneut offiziell Teil von Knorrs Geschwader, das damit aus Gneisenau, Bismarck und der Korvette Olga bestand. Die Gneisenau patrouillierte an der Küste bis zum 6. März 1886 und reiste anschließend im Geschwaderverband nach Australien. Das Geschwader bereiste in der Folge einige australische Häfen sowie Neuseeland, Tonga und Samoa. Anschließend wurde Gneisenau zur Gazelle-Halbinsel auf der Insel Neupommern gesandt, um einen Aufstand gegen die deutsche Kolonialherrschaft zu unterdrücken. Die Weiterreise erfolgte dann erneut im Verband mit Bismarck und Olga zu den Palauinseln, die Teil der Karolinen waren, um eine dort im Vorhinein aufgestellte Landmarke wiederzuholen, da das Deutsche Reich seinen Anspruch auf die Inseln zugunsten Spaniens fallen gelassen hatte. Die drei Schiffe erreichten im Anschluss am 23. Juli Hongkong, wo als Ersatz für die Gneisenau die Korvette Carola wartete. Am 25. Juli 1886 begann die Gneisenau die Rückreise nach Deutschland und erreichte am 27. September Kiel. Sie wurde dort am 14. Oktober außer Dienst gestellt.

### Einsatz als Schulschiff
Die Gneisenau kehrte am 13. April 1887 unter dem Kommando von Kapitän zur See August von Thomsen, jetzt als Schulschiff für Marinekadetten und Vierjährig-Freiwillige, in den Dienst zurück. Ende Mai trat sie dem Manövergeschwader bei, das bei der Zeremonie zur Grundsteinlegung des Kaiser-Wilhelm-Kanals am 3. Juni anwesend war. Das Geschwader nahm an den jährlichen Flottenmanövern als II. Division teil, die am 6. August begannen. Die Übungen wurden im folgenden Monat abgeschlossen und das Manövergeschwader begann die Winterausbildungsfahrt ins Mittelmeer. Während der Reise brach auf dem Flaggschiff Stein ein Feuer aus und das Schiff musste für Reparaturen ins Dock, vom 19. November 1887 bis zum 8. Januar 1888 übernahm daher die Gneisenau den Verband als Flaggschiff. Auf der Rückreise hielten die Schiffe an Kap St. Vincent und in Funchal, bevor sie am 10. April wieder in Wilhelmshaven ankamen. Gneisenau wurde anschließend nach Kiel zu Überholungsarbeiten verlegt, führte danach einige individuelle Trainingsfahrten durch und kehrte am 25. Juni wieder zum Geschwader zurück. Im folgenden Monat begleitete der Verband Kaiser Wilhelm II. auf seiner Nordlandreise an Bord des Panzerschiffs Baden.
Die Winterausbildungsfahrt 1888 ging ab dem 29. September erneut ins Mittelmeer und wurde nach der Teilnahme an den Feierlichkeiten zum 25. Thronjubiläum von König Georg I. von Griechenland vom 27. Oktober bis 5. November in Piräus und Besuchen einiger Häfen im Osmanischen Reich in Kleinasien und Ägypten am 16. April 1889 in Wilhelmshaven beendet. Die Gneisenau wurde am 30. April erneut in Kiel außer Dienst gestellt wurde und am 1. Januar 1891 offiziell als Schulschiff geführt. Bis zum 1. April 1892 außer Betrieb, ging die Gneisenau anschließend unter ihrem neuen Kommandanten Korvettenkapitän Felix Stubenrauch auf eine Ausbildungsfahrt in die Nord- und Ostsee. Es folgten die jährlichen Flottenmanöver im August und September sowie ab dem 3. Oktober die Winterausbildungsfahrt, diesmal nach Westindien und Venezuela. In der Karibik traf das deutsche Geschwader auf das französische Geschwader für Westindien für einen formellen Besuch zwischen den Kommandeuren. Auf dem Rückweg nach Deutschland hielt sich das Geschwader vom 22. Mai bis 21. Juni 1893 in britischen Gewässern auf, da es zu dieser Zeit mit Wilhelm II. an Bord des Avisos Blitz an der Cowes-Regatta teilnahm.
In der zweiten Jahreshälfte erfolgte die erneute Teilnahme an den jährlichen Flottenmanövern im August und September, diesmal als Teil der III. Division. Während der Manöver kollidierte sie mit dem Divisionstorpedoboot D 2, das schwer beschädigt wurde, während die Gneisenau die Übungen fortsetzen konnte. Ab dem 30. September wurde sie für Reparaturen außer Dienst gestellt. Am 3. April 1894 startete die Gneisenau die Sommertrainingsfahrt nach Kristiania und nahm im Anschluss an der Kieler Woche teil. Nach erneuter Teilnahme an den Flottenmanövern im August und September in der III. Division, nun unter Korvettenkapitän Hermann da Fonseca-Wollheim als Kommandant, folgte ab dem 1. Oktober die Winterausbildungsfahrt ins Mittelmeer mit Aufenthalten in Malta und in der Ägäis. Die Fahrt endete am 27. März in Kiel.
Das Trainingsjahr 1895 startete mit Übungen in der Nordsee und die Teilnahme an der Eröffnungszeremonie zur Eröffnung des Kaiser-Wilhelm-Kanals am 21. Juni als Teil der neu gebildeten IV. Division in der Kieler Förde. Es folgten erneute Übungen in der Nordsee und die Teilnahme an den jährlichen Flottenmanövern innerhalb der III. Division. Während der Übungen kollidierte Gneisenau am 24. August mit dem dänischen Schoner Delphin vor Horns Rev und konnte nur drei Männer aus ihrer Besatzung retten, bevor dieser sank. Ab dem 28. September startete die jährliche Winterausbildungsfahrt nach Westindien. Stationen waren Charlotte Amalie, wo die Besatzung der Gneisenau bei Löscharbeiten im Hafen half, und Kuba. Am 18. März kam das Schiff wieder in Kiel an. Die Gneisenau führte ab dem 15. Mai eine weitere Ausbildungsfahrt nach Bergen durch. Während des Aufenthalts dort wurde die Gneisenau am 19. Juni von der deutschen Kaiserfamilie und am 14. Juli von König Oskar II. von Schweden und Norwegen besucht. Am 18. Juli kehrte sie nach Kiel zurück und nahm erneut an den jährlichen Flottenmanövern teil.
Die Winterreise ab dem 2. Oktober 1896 führte die Gneisenau erneut ins Mittelmeer. Auf der Rückreise Anfang 1897 wurde sie nach Tanger befohlen, um deutsche Entschädigungsansprüche für einen deutschen Bankier durchzusetzen, der im Dezember 1896 dort ermordet worden war. Der Aufenthalt vor Tanger dauerte vom 27. Februar bis zum 2. März 1897 an. Nach der Ankunft in Kiel am 25. März folgte ein weiterer Aufenthalt im Trockendock. Die weiteren Ereignisse des Jahres waren individuelle Trainings in der Ostsee, Teilnahme an den Flottenmanövers und die Winterreise nach Südamerika mit Stationen in Rio de Janeiro und São Francisco do Sul in Brasilien sowie in Havanna und auf dem Rückweg in Key West. Am 30. März kehrte sie zurück nach Kiel und wurde am 18. April für eine weitere Überholung außer Dienst gestellt.
Erst am 9. April 1899 wurde das Schiff wieder in Dienst gestellt. Eine Übungsfahrt nach Norwegen ab dem 5. Juli und eine ab dem 24. Juli nach Island und Irland schlossen sich an. Anschließend fuhr die Gneisenau ins Mittelmeer, besuchte Jaffa, Beirut und Port Said und segelte dann nach La Spezia, wo sie von Kaiserin Friedrich und ihrer Tochter Prinzessin Viktoria besucht wurden. Gneisenau erreichte Kiel am 23. März 1900 und begann nach kleineren Reparaturen am 26. Mai eine Übungsfahrt in der Ostsee. Ein weiterer kurzer Besuch in Bergen folgte am 10. September.

### Verlust
Am 18. September verließ die Gneisenau Kiel erneut, um eine weitere Übungsfahrt zu unternehmen. Sie bereiste Häfen in Spanien, Portugal und Marokko und hielt am 13. November in Málaga an, wo sie fast einen Monat blieb. Am 10. Dezember verließ sie den Hafen, um Schießübungen zu absolvieren. Sie machte dazu vor der Mole, etwa 800 bis 900 m vom Ufer entfernt, fest. Am 16. Dezember gegen 10:30 Uhr verschlechterte sich das Wetter mit Windstärke 8 erheblich. Der Schiffskommandant Kapitän zur See Kretschmann befahl, unter Dampf zu gehen, um das Schiff in die Sicherheit des Hafens bringen zu können. 30 Minuten später führte eine Fehlkommunikation zwischen dem Maschinenraumpersonal und dem Kapitän dazu, dass Kretschmann die Anker lichten ließ. Der Kommandant glaubte, der Maschinenraum habe eine Propellerwellendrehzahl von 50/min gemeldet, aber die tatsächliche Drehzahl betrug 15/min, was nicht ausreichte, um das Schiff anzutreiben. Infolgedessen trieb das jetzt nicht mehr festgemachte Schiff hilflos im starken Wind.
Die Besatzung versuchte, den Steuerbordanker fallen zu lassen, aber er verfing sich nicht im steinigen Boden. Die Gneisenau wurde wiederholt gegen die Mole getrieben und schlug zweimal mit dem Heck auf, bevor sie sich im Wind drehte und mit dem Bug voran steuerbordseitig auf die Mole geschoben wurde, wodurch sie auf Grund lief. Ein Handelsschiff versuchte, der Besatzung zu Hilfe zu kommen, konnte aber keine Leine zur Gneisenau ausbringen, da das Schiff bereits eine Krängung von 35 Grad hatte. Ein weiterer Rettungsversuch mit einem Boot vom Ufer aus scheiterte ebenfalls. Weiterhin schlug die Wellenbewegung den Rumpf der Gneisenau gegen die Mole und ein Teil ihrer Besatzung versuchte, sich durch Klettern in die Takelage in Sicherheit zu bringen. Das Schiff rollte schließlich auf die Seite und die überlebenden Besatzungsmitglieder erreichten die Küste über eine Rettungsleine. Bei dem Unfall kamen 41 Männer ums Leben, darunter Kretschmann und der Erste Offizier des Schiffes. Beim Versuch, die Schiffbrüchigen zu retten, starben auch zwölf Bürger Málagas.
Die Charlotte und das britische Panzerschiff Devastation wurden geschickt, um den Verwundeten zu helfen. Die bei dem Untergang Getöteten wurden auf dem Friedhof von Málaga beigesetzt, die Überlebenden kehrten am 2. Januar 1901 an Bord des HAPAG-Dampfschiffs Andalusien nach Deutschland zurück.
Im Anschluss untersuchte der Ausrüstungsdirektor der Kaiserlichen Werft in Wilhelmshaven, Otto Mandt, das Wrack, um festzustellen, ob es geborgen werden könnte. Das Schiff war jedoch zu stark beschädigt. Stattdessen wurden die Kanonen und andere wertvolle Ausrüstung entfernt und das Wrack gesprengt, um die Festigkeit der Rumpfkonstruktion zu testen. Die Überreste des Schiffes wurden dann in die Verschrottung verkauft und wurde vor Ort abgebrochen.

### Beim Unglück umgekommene Besatzungsmitglieder
- Matrose Adam Weiss, geb. in Bleiweisshof am 24. Dezember 1878
- Schiffsjunge Otto Becker, geb. in Danzig am 7. September 1884
- Feuermeistermaat Herbert Rühe, geb. am 30. April 1875 in Neuenkirchen (Niedersachsen)
- Heizer Karl Werchner, geb. in Charlottenburg am 21. September 1879
- Zimmermannsgast Christopf Detlefsen, geb. in Nordhusum am 3. Dezember 1878
- Schiffsjunge Flamin von Sperl, geb. in Bamberg am 23. Januar 1883
- Maschinist Karl Seher, geb. in Gerlachsheim am 7. November 1872 (war zunächst als vermisst gemeldet, Sohn des Dachdeckermeisters Seher in Mosbach)
- Matrose Wilhelm Meyer, geb. in Käseburg (Brake/Unterweser) am 14. August 1879
- Schiffsjunge Eduard Heisel, geb. in Flensburg am 25. Februar 1885
- Schiffsjunge Wilhelm Petz, geb. in Schönberg (Mecklenburg-Strelitz)
- Schiffsjunge Paul Scharf, geb. in Duisburg am 10. März 1883
- Schiffsjunge Gustav Scheck, geb. in Bargstedterfeld 1882
- Schiffsjunge Carl Johansson, geb. in Schwerin
- Schiffsjunge Richard Groll, geb. in Guben am 24. Juli 1882

Ihre Gräber befinden sich auf dem englischen Friedhof in Málaga.

### Überlebende / Gerettete Besatzungsmitglieder
Quelle:
- Heiland (Sohn des Stationsverwalters Heiland, Karlsruhe/Baden)
- von Bülow (Sohn des kommandierenden Generals von Bülow, Karlsruhe/Baden)
- Oberbootsmaat Zillhardt, Freiburg/Breisgau
- Seekadett Hans Orb, Grünstadt
- Schiffsjunge Heinrich Stoll, Heidelberg
- Schiffsjunge Schneider, Rotenfels/Baden

### Dank
Als Dank an die Bürger von Málaga wurde 1909 von Deutschland eine Brücke gestiftet, welche noch heute als Puente de los Alemanes (Brücke der Deutschen) über den Fluss Guadalmedina führt.
Am 9. März 1982 wurde anlässlich des Besuches eines deutschen Flottenverbandes in Málaga aus einer Sammlung für den Erhalt der Brücke ein Scheck über 115.000 DM vom deutschen Botschafter in Spanien, Guido Brunner, an den Bürgermeister der Stadt für die Renovierung der Brücke übergeben.

Die Gneisenau
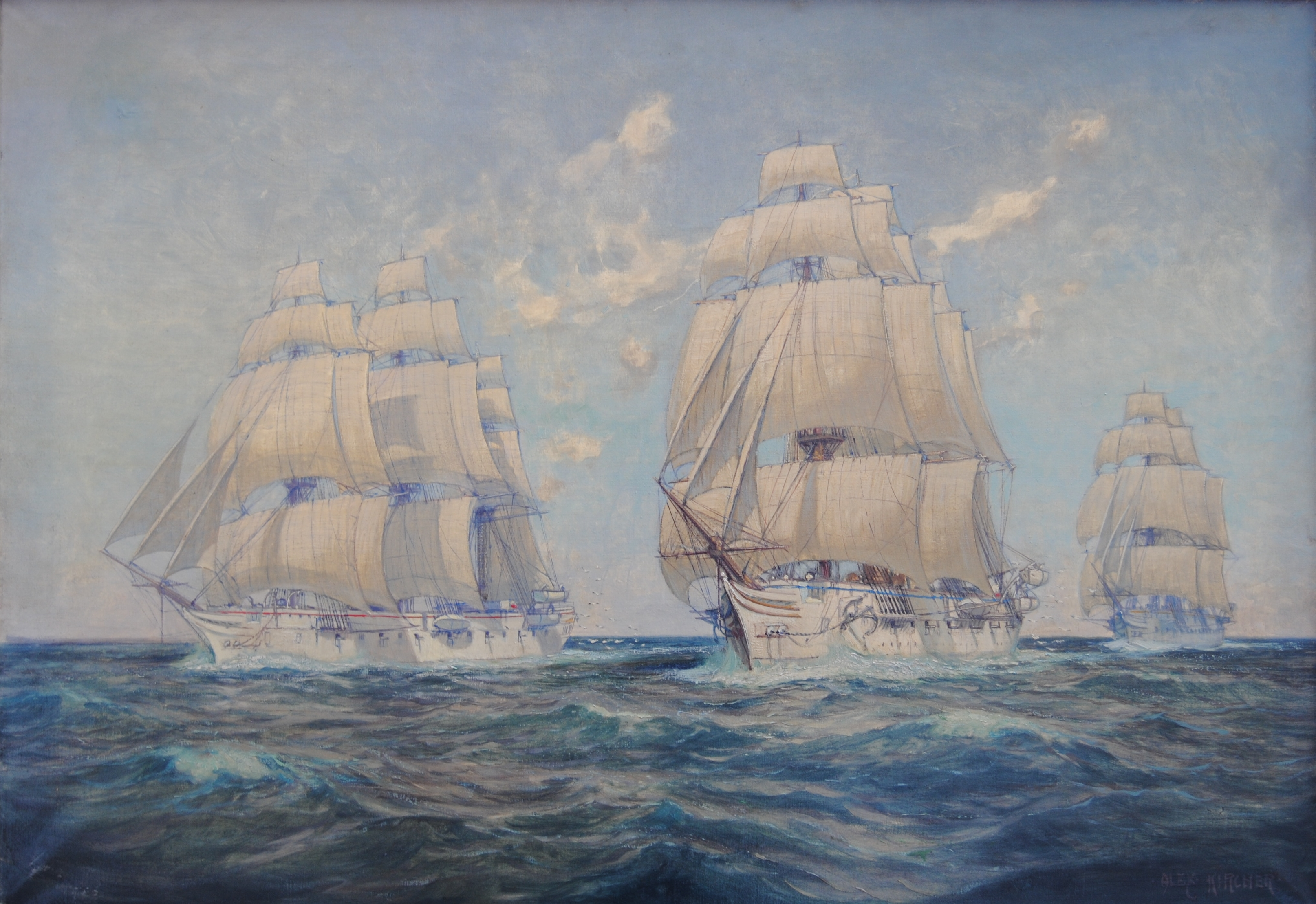
Gemälde der Gneisenau, Stein und Stosch von Alexander Kircher
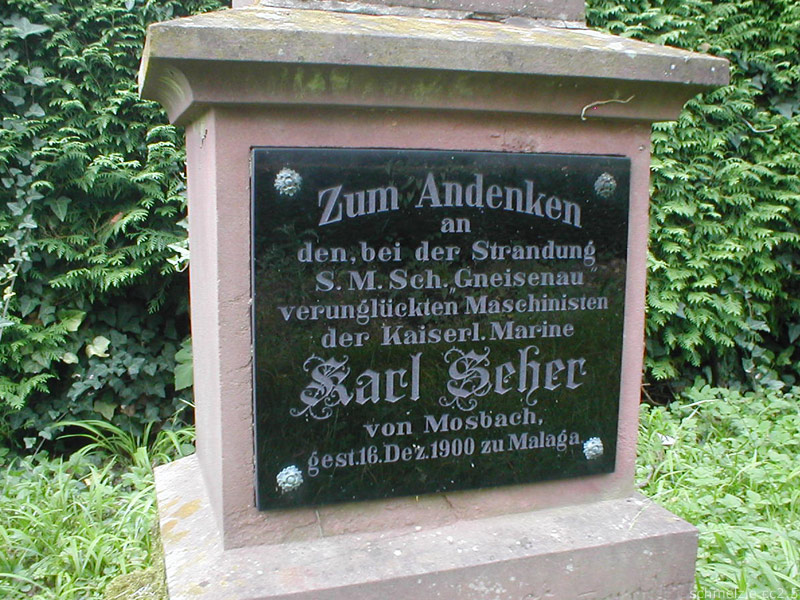
Gedenktafel für einen Maschinisten
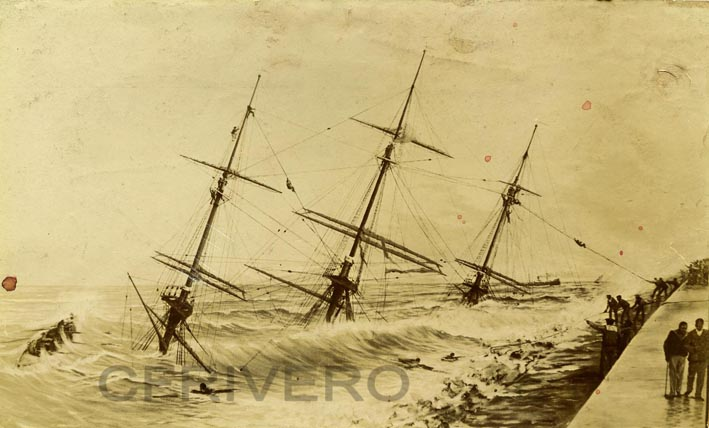
Bild des havarierten Schiffs
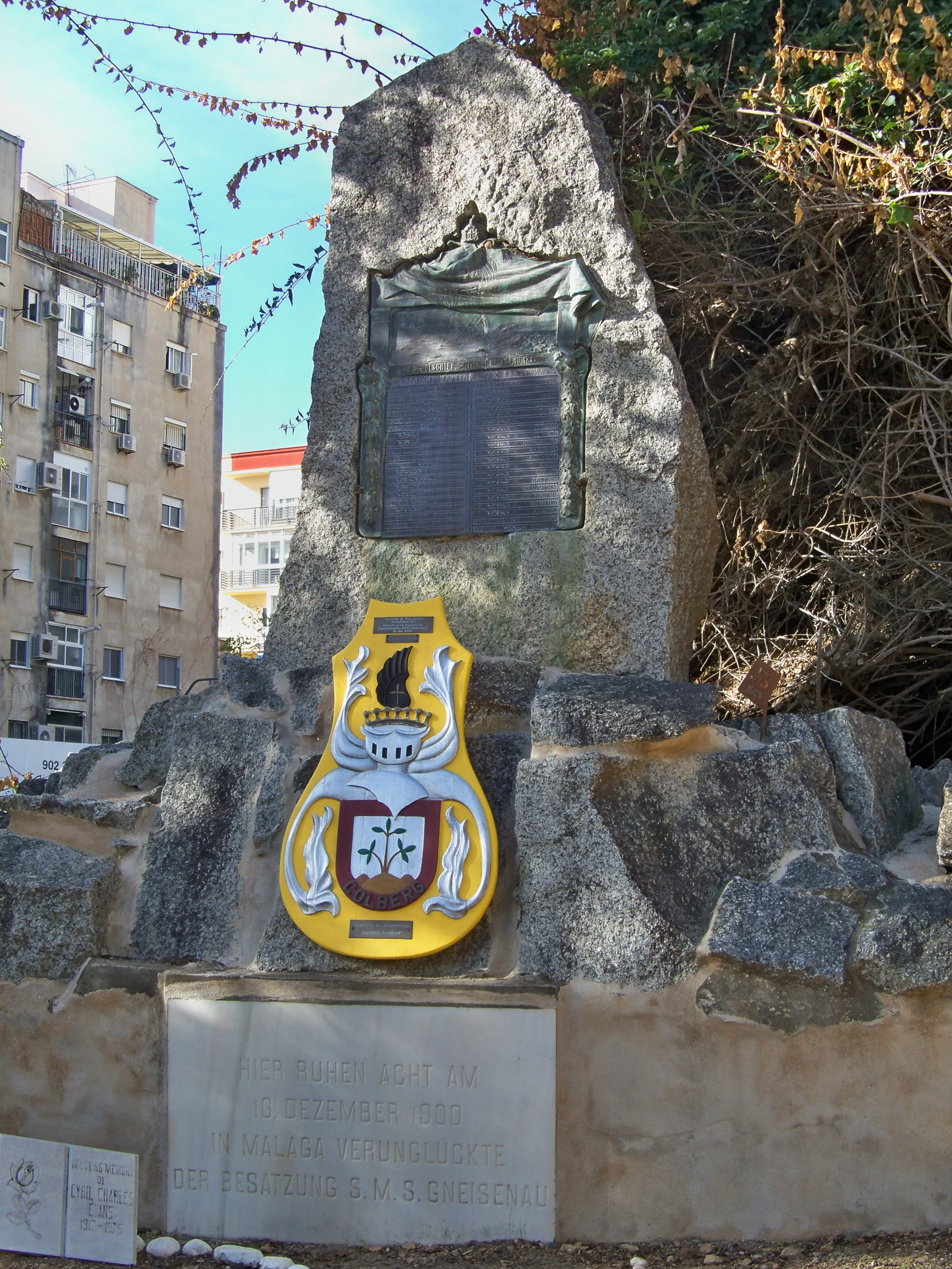
Gneisenau-Denkmal auf dem englischen Friedhof in Málaga.
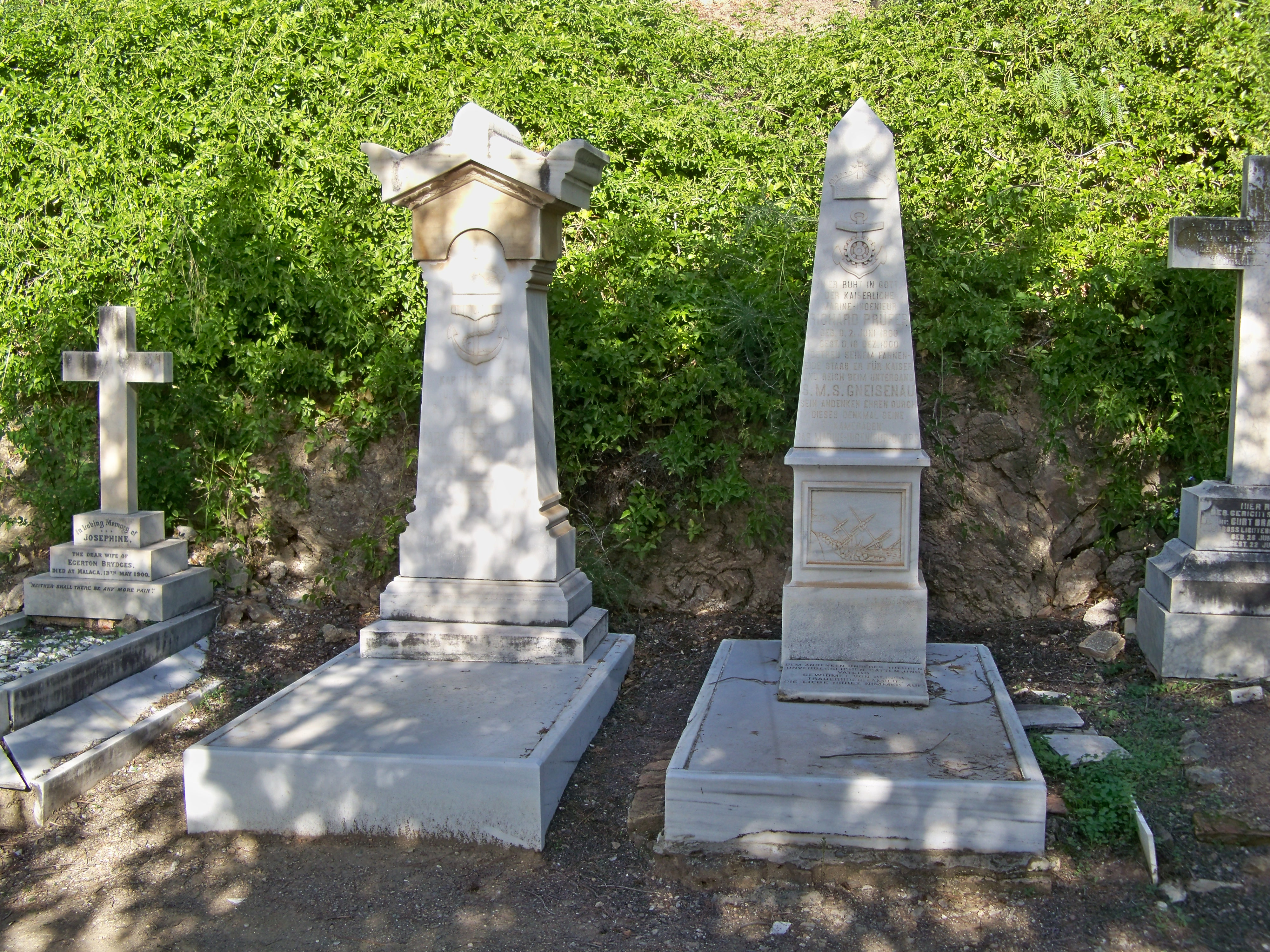
Gräber von Kommandant Kretschmann und Chefingenieur Richard Prufer auf dem englischen Friedhof in Malaga.